# Psaenythia wagneriana
Psaenythia wagneriana är en biart som beskrevs av Holmberg 1921. Psaenythia wagneriana ingår i släktet Psaenythia och familjen grävbin. Inga underarter finns listade i Catalogue of Life.